# Krasovský kotel
Krasovský kotel je přírodní rezervace poblíž obce Krasov v okrese Bruntál. Důvodem ochrany je zachování podmínek pro vývoj druhově bohatého lučního ekosystému s výskytem ohrožených a mizejících druhů rostlin zejména mečíku obecného (Gladiolus byzantinus).